# Bort Sinapellido

## Inicio
Bort Sinapellido  (También conocidos como Bort) es una banda de Indie Rock fundada el 20 de mayo de 2009, proveniente de la ciudad de Salta de la provincia homónima, con varias influencias de bandas como Artic Monekys, The Strokes y MGMT y ya más de 15 años de trayectoria. La banda está compuesta por Juan Otatti y Matías Caballero en guitarras eléctricas y voz, Leo Bavio en bajo y voz y Tote Molina en la batería

## Historia

### Pre Bort (2004-2009)
Antes de la formación de la banda cuando todos tenían aproximadamente 15 años tocaban en algunas bandas diferentes Juan, Leo y Matías en Kamikazee, Emiliano en Rockbirds pero después se fue a Teddy Krueger donde estaba Tote, más tarde a los de Kamikazee los invitaron al Vaqueros Rock y ahí Juan, Leo y Matías conocerían a Emi (a Tote lo conocían desde antes) En 2009 les surge un fanatismo a Arctic Monkeys los ya antes mencionados y surge la idea de hacer una especie de banda tributo a ellos y otras bandas que les gustaban y ahí nació Bort.

### Inicios de la banda (2009-2014)
La banda se fundó un 20 de mayo de 2009, fue en el cumpleaños de Juan que a él, Leo, Tote y Emiliano les dio por tocar algunos temas que les gustaban, haciendo bromas y denominándose "Bort Sinapellido" por una escena de la serie animada para adultos "Los Simpson". En agosto del año 2011 sacarían su EP debut llamado "BORT EP", cual les traería un poco de reconocimiento en la escena underground de la ciudad, siendo invitados a festivales como el "Festival Rock Salta 2011" "Rock del valle 2011"o al "Happy People Party". Por mediados de 2012 hubo una pausa de conciertos para que la banda pueda grabar y producir bien el disco, ya en enero de 2013 saldría su primer disco de estudio cual fue "El Yelagol", Cual tendría mejor producción que el EP ya que fue grabado en un estudio profesional que fue "Estudio El Cerro", el disco fue presentado en Casa de la Cultura, Salta el  22 de febrero de 2013, para 2014 ganaron el ROCK BA y a principios del año posterior empezarían a grabar su nuevo disco

### Barrenadora y salida de Livelli (2015-2018)

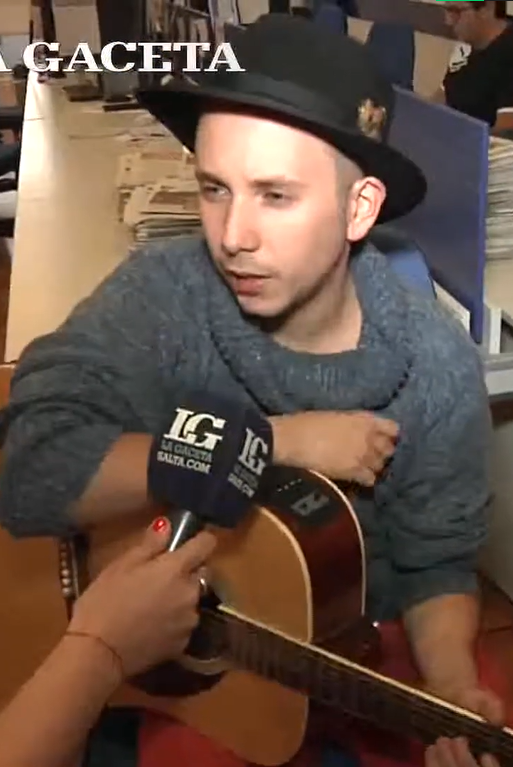
Emi Livelli en su último año en Bort

Después de un año lleno de toques, a finales de 2015 saldría su segundo disco de estudio llamado "Barrenadora", cual fue el último disco en tener a Emiliano Livelli ya que a principios de 2016 Livelli se mudaría a Buenos Aires, esto fue algo complicado de afrontar contra la banda ya que el era el líder, Juan paso a hacer el nuevo Líder de la banda y ahora cantaría más ya que antes solo tenía unas cuantas canciones por álbum, Leo también empezaría a cantar más amenudeo, y entraría Matías Caballero a tocar la guitarra y también como corista, un detalle a resaltar es que Matías ya tocaba con Juan, Leo y Tote antes que fueran Bort, pero por la llegada de Emiliano no toco en finalmente en la banda hasta 2016. Para febrero del año posterior llegó su  tercer disco de estudio llamado "Sanogo", cual fue en palabras de Juan un nuevo inicio para la banda, porque Emiliano ya no estaba y el cantaba casi todas las canciones de los discos anteriores.  
Nos pasó exactamente así, él era el cantante el frontman. Y cuando nos dice que se va dijimos “uh bueno, estamos hasta las manos”. Pero, en esa época, teníamos seis años y decidimos que no íbamos a tirar los seis años de Bort al tacho. Cambia la identidad, y ahí lo invitamos a Matías. Ya tocábamos de antes con el, y entonces seguimos. Sanogo es como si fuera un primer disco, y éste es como el segundo. Si bien es el cuarto disco, es como una nueva dinámica. Juan Otatti - 2019 
Este disco tomo un enfoque algo diferente a los anteriores, cosa que no le gusto a alguna parte de la fanaticada de la banda cual se quedó con los proyectos solistas de Livelli.
Hubo gente que no le gusto… “no, no esto ya no es Bort”, y nos dejaron de escuchar. Pero hubo otra gente que le gustó, que le empezó a gustar la onda porque era como distinto. Lo que yo también sentí, cuando veía los dos proyectos, el nuestro y el que empezó a hacer Emi, es como que de Bort quedó la esencia en Livelli y los Saravia y en nosotros. Se dividieron las aguas, pero con la mejor onda y seguimos siendo amigos. Juan Otatti - 2019 
Para 2018 participaron en algunos festivales pero harían una nueva pausa para trabajar mejor en el siguiente disco.

### 15 años y actualidad (2019-presente)
En mayo de 2019 saldría su cuarto disco de estudio llamado "Tierra Bronca", el disco y los 10 años de la banda fueron presentados el 7 de julio de 2019 en el "Macondo Bar". En los años 2020 y 2021 no pudieron tocar pero si producir por la pandemia del COVID-19. En 2022 lanzan "Tronfi", su quinto disco de estudio cual pudieron presentar poco después de su regreso a los escenarios el 6 de abril de 2022 en el Amnesia Bar, siendo presentado el 8 de diciembre en el Malevo Bar. Y para el año 2024 festejarían sus 15 años el 30 de noviembre del año ya mencionado en Fábrica de la música.

## Formación

#### Miembros fijos
- Juan Otatti: guitarra eléctrica y coros (2009-presente), voz (2012-presente)
- Leo Bavio: bajo eléctrico y coros (2009-presente), voz (2015-presente)
- Tote Molina: batería y coros (2009-presente)
- Matías Caballero: guitarra eléctrica y coros (2016-presente)[18]

###### Exmiembros
- Emiliano Livelli: guitarra eléctrica, voz (2009-2015)

## Discografía

#### Discos de estudio
- 2013 - El Yelagol
- 2015 - Barrenadora
- 2017 - Sanogo
- 2019 - Tierra Bronca
- 2022 - Tronfi

###### EPs
- 2011 - Bort EP

- Datos: Q131990643